# Saint-Pé-Saint-Simon
Pour les articles homonymes, voir Saint-Pé.
Saint-Pé-Saint-Simon est une commune du Sud-Ouest de la France, située dans le département de Lot-et-Garonne (région Nouvelle-Aquitaine).

## Géographie

### Localisation
La commune est limitrophe des départements du Gers et des Landes.

### Communes limitrophes
Les communes limitrophes sont Sos, Castelnau d'Auzan Labarrère, Escalans et Sainte-Maure-de-Peyriac.
|                   | Sos                                |                         |
| Escalans (Landes) | Saint-Pé-Saint-Simon               | Sainte-Maure-de-Peyriac |
|                   | Castelnau d'Auzan Labarrère (Gers) |                         |

### Hydrographie
L'Izaute traverse la commune.

### Climat
Pour des articles plus généraux, voir Climat de la Nouvelle-Aquitaine et Climat de Lot-et-Garonne.
Historiquement, la commune est exposée à un climat océanique aquitain.  
En 2020, Météo-France publie une typologie des climats de la France métropolitaine dans laquelle la commune est exposée à un climat océanique altéré et est dans la région climatique Aquitaine, Gascogne, caractérisée par une pluviométrie abondante au printemps, modérée en automne, un faible ensoleillement au printemps, un été chaud (19,5 °C), des vents faibles, des brouillards fréquents en automne et en hiver et des orages fréquents en été (15 à 20 jours).
Pour la période 1971-2000, la température annuelle moyenne est de 13,3 °C, avec une amplitude thermique annuelle de 15 °C. Le cumul annuel moyen de précipitations est de 868 mm, avec 11,2 jours de précipitations en janvier et 6,8 jours en juillet. Pour la période 1991-2020, la température moyenne annuelle observée sur la station météorologique la plus proche, située sur la commune de Réaup-Lisse à 12 km à vol d'oiseau, est de 13,8 °C et le cumul annuel moyen de précipitations est de 858,3 mm,. Pour l'avenir, les paramètres climatiques de la commune estimés pour 2050 selon différents scénarios d'émission de gaz à effet de serre sont consultables sur un site dédié publié par Météo-France en novembre 2022.

## Urbanisme

### Typologie
Au 1er janvier 2024, Saint-Pé-Saint-Simon est catégorisée commune rurale à habitat très dispersé, selon la nouvelle grille communale de densité à sept niveaux définie par l'Insee en 2022.
Elle est située hors unité urbaine et hors attraction des villes,.

### Occupation des sols

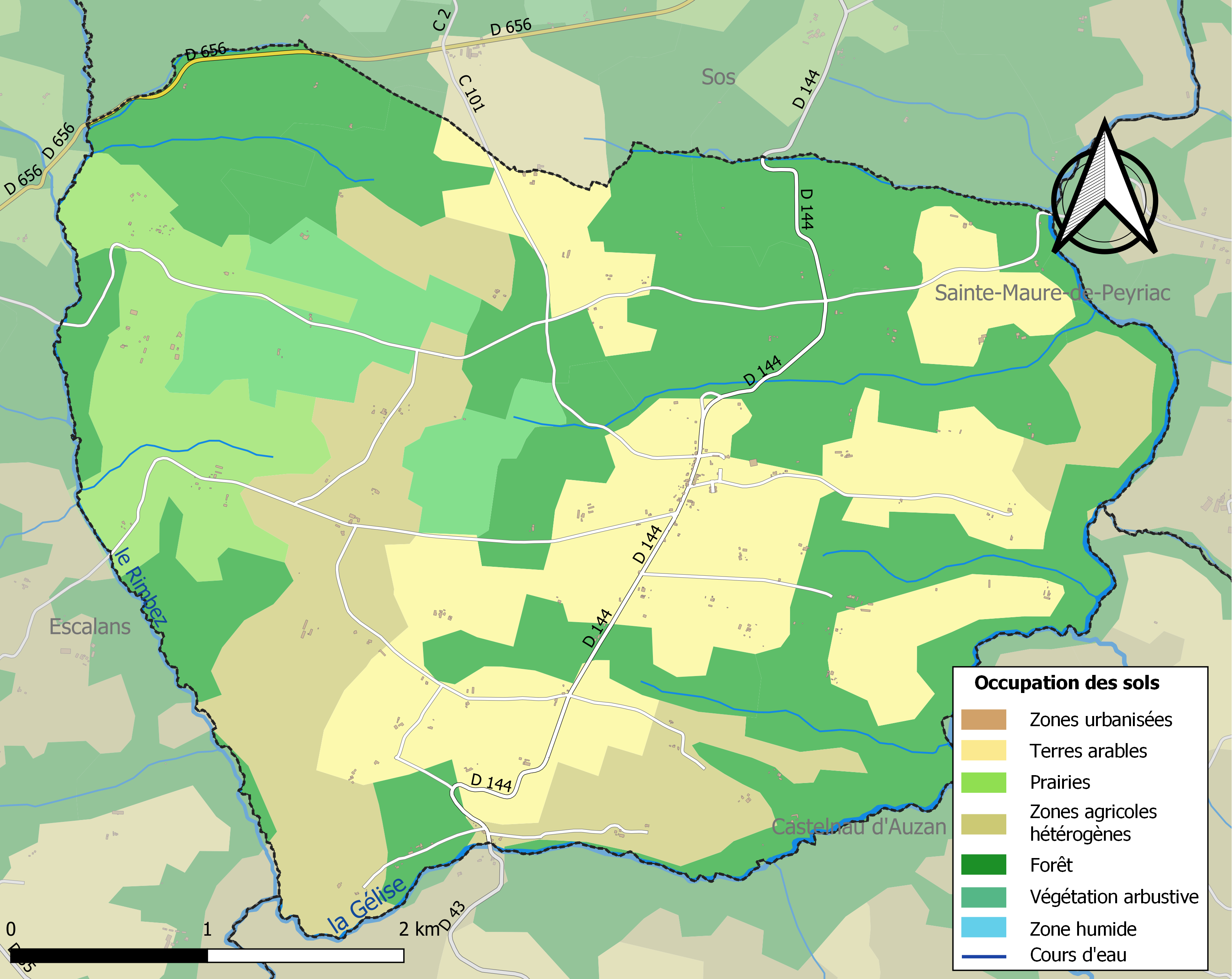
Carte des infrastructures et de l'occupation des sols de la commune en 2018 (CLC).

L'occupation des sols de la commune, telle qu'elle ressort de la base de données européenne d’occupation biophysique des sols Corine Land Cover (CLC), est marquée par l'importance des territoires agricoles (51,7 % en 2018), en diminution par rapport à 1990 (54,1 %). La répartition détaillée en 2018 est la suivante : 
forêts (42 %), cultures permanentes (20,3 %), zones agricoles hétérogènes (17,8 %), prairies (8,6 %), milieux à végétation arbustive et/ou herbacée (6,3 %), terres arables (5,1 %). L'évolution de l’occupation des sols de la commune et de ses infrastructures peut être observée sur les différentes représentations cartographiques du territoire : la carte de Cassini (XVIIIe siècle), la carte d'état-major (1820-1866) et les cartes ou photos aériennes de l'IGN pour la période actuelle (1950 à aujourd'hui).

### Risques majeurs
Le territoire de la commune de Saint-Pé-Saint-Simon est vulnérable à différents aléas naturels : météorologiques (tempête, orage, neige, grand froid, canicule ou sécheresse), feux de forêts, mouvements de terrains et séisme (sismicité très faible). Il est également exposé à un risque technologique,  le transport de matières dangereuses. Un site publié par le BRGM permet d'évaluer simplement et rapidement les risques d'un bien localisé soit par son adresse soit par le numéro de sa parcelle.

#### Risques naturels
Saint-Pé-Saint-Simon est exposée au risque de feu de forêt. Depuis le 20 avril 2016, les départements de la Gironde, des Landes et de Lot-et-Garonne disposent d’un règlement interdépartemental de protection de la forêt contre les incendies. Ce règlement vise à mieux prévenir les incendies de forêt, à faciliter les interventions des services et à limiter les conséquences, que ce soit par le débroussaillement, la limitation de l’apport du feu ou la réglementation des activités en forêt. Il définit en particulier cinq niveaux de vigilance croissants auxquels sont associés différentes mesures,.
Les mouvements de terrains susceptibles de se produire sur la commune sont des affaissements et effondrements liés aux cavités souterraines (hors mines) et des glissements de terrain. Afin de mieux appréhender le risque d’affaissement de terrain, un inventaire national permet de localiser les éventuelles cavités souterraines sur la commune.

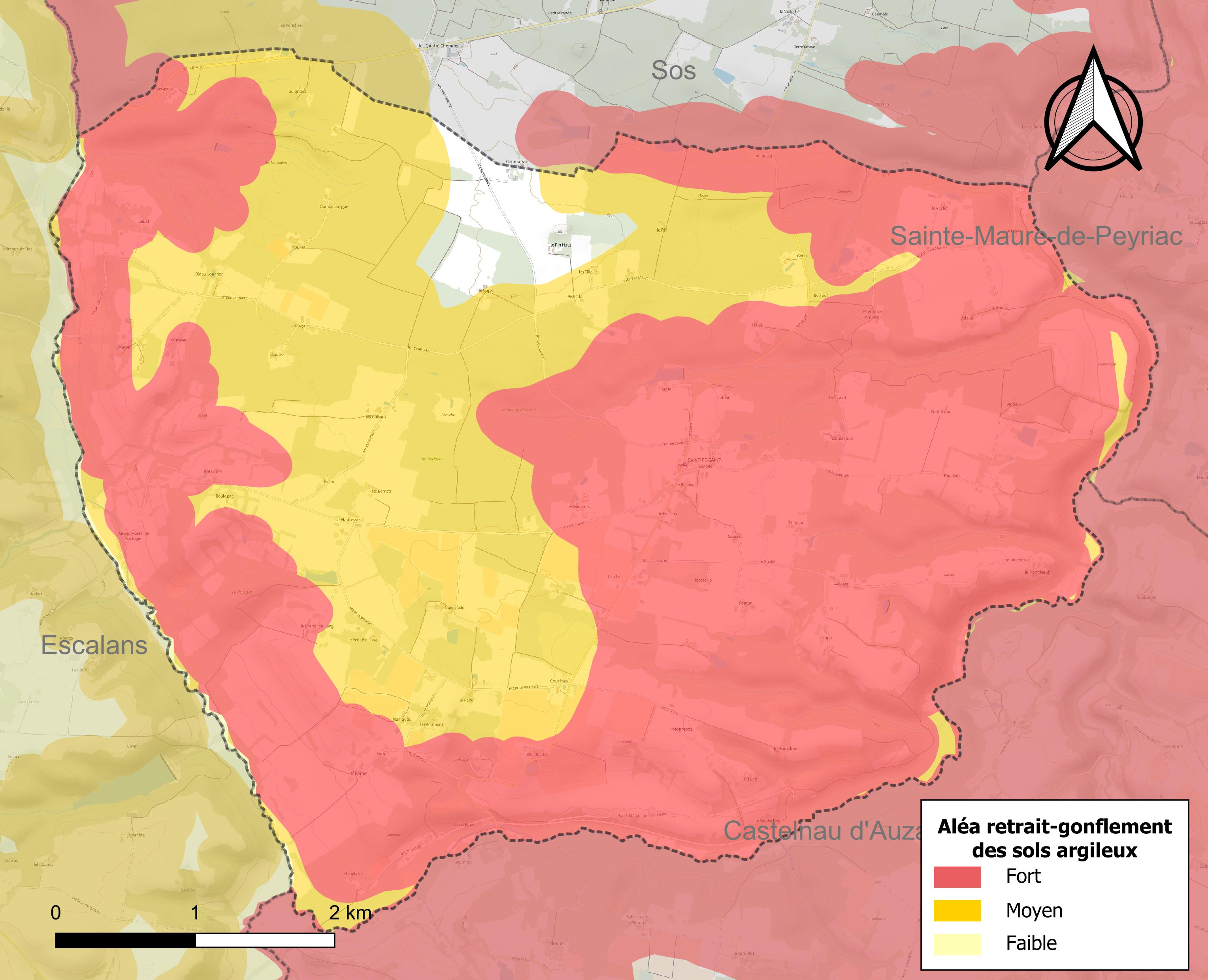
Carte des zones d'aléa retrait-gonflement des sols argileux de Saint-Pé-Saint-Simon.

Le retrait-gonflement des sols argileux est susceptible d'engendrer des dommages importants aux bâtiments en cas d’alternance de périodes de sécheresse et de pluie. 96,9 % de la superficie communale est en aléa moyen ou fort (91,8 % au niveau départemental et 48,5 % au niveau national). Depuis le 1er octobre 2020, en application de la loi ELAN, différentes contraintes s'imposent aux vendeurs, maîtres d'ouvrages ou constructeurs de biens situés dans une zone classée en aléa moyen ou fort,.
La commune a été reconnue en état de catastrophe naturelle au titre des dommages causés par les inondations et coulées de boue survenues en 1982, 1999, 2003 et 2009 et par des mouvements de terrain en 1999

## Histoire
Au XIVe siècle, Saint-Pé-de-Boulogne était une bastide anglaise mais il en subsiste peu de traces visibles.
En 1839, Saint-Pé-de-Boulogne et Saint-Simon ont été réunies pour former Saint-Pé-Saint-Simon.

## Politique et administration
| Période                                  | Période   | Identité           | Étiquette | Qualité                 |
| ---------------------------------------- | --------- | ------------------ | --------- | ----------------------- |
| mars 1971                                | mars 2008 | Claude Saint-Orens |           |                         |
| mars 2008                                | mars 2014 | Véronique Lupiac   |           | Secrétaire de direction |
| mars 2014                                | juin 2020 | Christiane Labat   |           |                         |
| juin 2020                                | En cours  | Michel Sabathier   |           |                         |
| Les données manquantes sont à compléter. |           |                    |           |                         |

## Démographie
L'évolution du nombre d'habitants est connue à travers les recensements de la population effectués dans la commune depuis 1793. Pour les communes de moins de 10 000 habitants, une enquête de recensement portant sur toute la population est réalisée tous les cinq ans, les populations de référence des années intermédiaires étant quant à elles estimées par interpolation ou extrapolation. Pour la commune, le premier recensement exhaustif entrant dans le cadre du nouveau dispositif a été réalisé en 2005.

En 2022, la commune comptait 185 habitants, en évolution de −12,32 % par rapport à 2016 (Lot-et-Garonne : −0,18 %, France hors Mayotte : +2,11 %).
| 1793 | 1800 | 1806 | 1821 | 1831 | 1836 | 1841 | 1846 | 1851 |
| ---- | ---- | ---- | ---- | ---- | ---- | ---- | ---- | ---- |
| 515  | 583  | 552  | 544  | 603  | 583  | 685  | 743  | 716  |

| 1856 | 1861 | 1866 | 1872 | 1876 | 1881 | 1886 | 1891 | 1896 |
| ---- | ---- | ---- | ---- | ---- | ---- | ---- | ---- | ---- |
| 645  | 644  | 687  | 638  | 610  | 584  | 597  | 560  | 556  |

| 1901 | 1906 | 1911 | 1921 | 1926 | 1931 | 1936 | 1946 | 1954 |
| ---- | ---- | ---- | ---- | ---- | ---- | ---- | ---- | ---- |
| 608  | 534  | 507  | 438  | 501  | 481  | 426  | 398  | 387  |

| 1962 | 1968 | 1975 | 1982 | 1990 | 1999 | 2005 | 2006 | 2010 |
| ---- | ---- | ---- | ---- | ---- | ---- | ---- | ---- | ---- |
| 312  | 258  | 228  | 221  | 199  | 211  | 209  | 209  | 222  |

| 2015 | 2020 | 2022 | - | - | - | - | - | - |
| ---- | ---- | ---- | - | - | - | - | - | - |
| 212  | 192  | 185  | - | - | - | - | - | - |

## Lieux et monuments
- Église Saint-Pierre dite Saint-Pé-de-Boulogne de Saint-Pé-Saint-Simon (XVIe siècle/XIXe siècle). Elle est inscrite à l'Inventaire général du patrimoine culturel[27].
- Mairie-école (1898).
- Église Saint-Simon (XIIe siècle), inscrite le 21 janvier 2021 au titre des Monuments historiques[28].

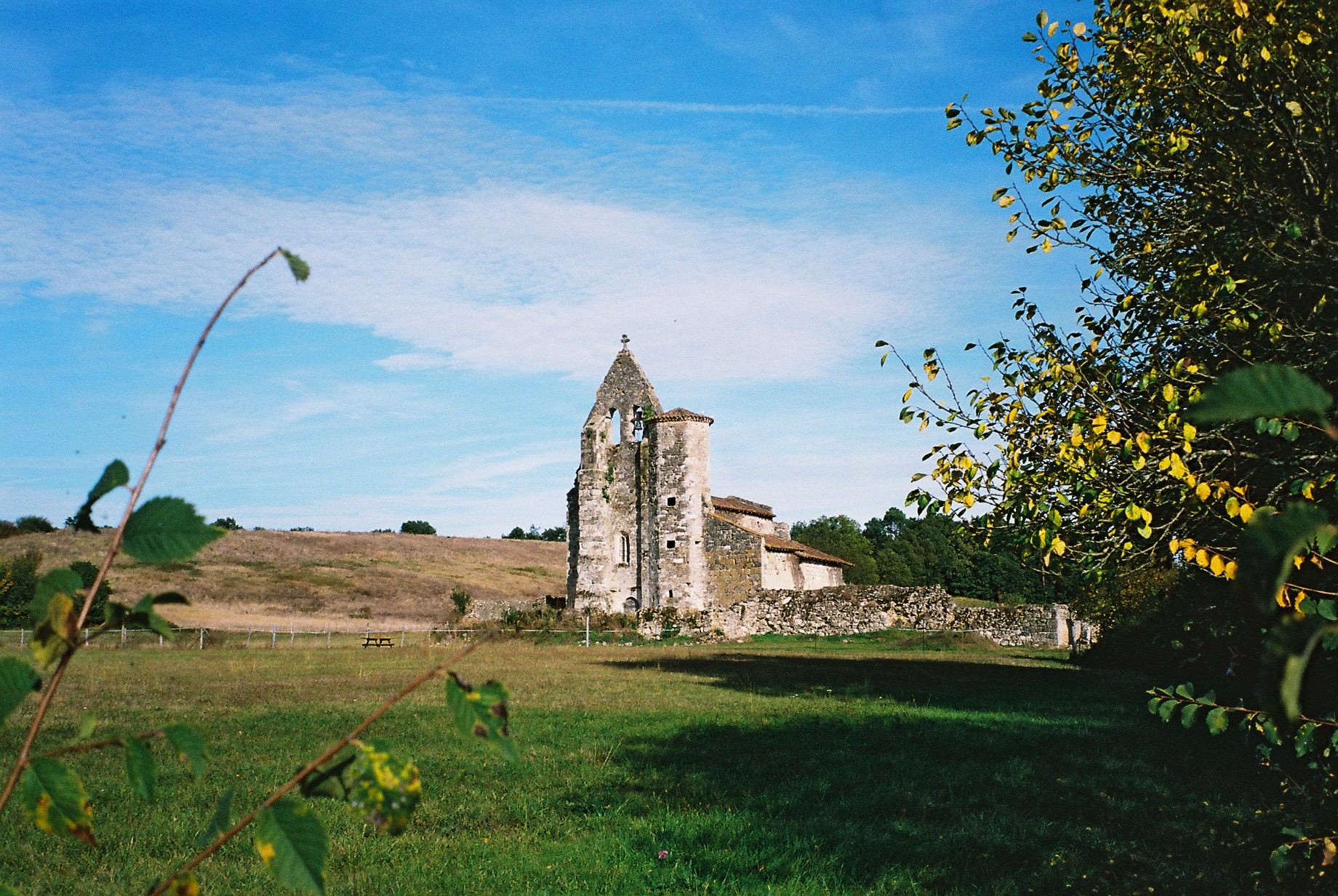
L'église Saint-Simon en octobre 2008.